# Anna Radziejewska
Anna Radziejewska (ur. 6 maja 1971 w Warszawie) – polska śpiewaczka, mezzosopran, profesor sztuki, pracownik UMFC.

## Życiorys
Urodziła się w Warszawie. W 1998 z wyróżnieniem ukończyła studia na Akademii Muzycznej w Warszawie w klasie śpiewu Jerzego Artysza. Na scenie operowej zadebiutowała w 1995 w Teatrze Wielkim w Warszawie, grając Bonę w Wyrywaczu serc Elżbiety Sikory.
Od 1999 współpracuje z Warszawską Operą Kameralną, wykonując główne role mezzosopranowe w operach.
Laureatka konkursów krajowych i międzynarodowych, m.in. Grand Prix Maria Callas w Atenach w 2001 (II nagroda).
Występowała w prestiżowych teatrach operowych i salach koncertowych w Europie oraz Japonii.
W 2024 otrzymała tytuł profesora sztuki. Jest pedagogiem śpiewu na Wydziale Wokalno-Aktorskim Uniwersytetu Muzycznego Fryderyka Chopina w Warszawie.

## Odznaczenia i nagrody
- Nominacja do Fryderyka 2008 w kategorii Fonograficzny Debiut Roku[4]
- Nominacja do Fryderyka 2009 w kategorii Album Roku Recital Wokalny, Opera, Operetka[5]
- Brązowy Medal „Zasłużony Kulturze Gloria Artis” w dziedzinie szkolnictwo artystyczne (2010)[6]
- Srebrny Krzyż Zasługi (2012)[7]
- Fryderyk w kategorii Album Roku Muzyka Dawna, za nagranie barokowego oratorium Antonia Caldary Maddalena ai piedi di Cristo (2018)[8]
- Doroczna Nagroda Ministra Kultury i Dziedzictwa Narodowego (2022)[3]

## Dyskografia
- 2013: Anna Radziejewska i Mariusz Rutkowski – Lutosławski: Songs and Carols/Pieśni i kolędy (Dux)
- 2013: Anna Radziejewska, Mariusz Rutkowski, Aleksandra Szczęsnowicz, Lech Napierała, Orkiestra Symfoniczna Filharmonii Narodowej w Warszawie, dyr. Antoni Wit – Bajka o Witku, co wielkim kompozytorem został (Dux)
- 2008: Anna Radziejewska i Mariusz Rutkowski – Szymanowski: Songs/Pieśni, Op. 5, 7, 32, 41, 54 (Dux)
- 2007: Anna Radziejewska i Mariusz Rutkowski – Paderewski: Songs/Pieśni (Dux)